# Јакуб Суја
Јакуб Суја (слч. Jakub Suja — Прешов, 1. новембар 1988) професионални је словачки хокејаш на леду који игра на позицијама десног крила.
Члан је сениорске репрезентације Словачке за коју је на међународној сцени дебитовао на светском првенству 2017. године.
Од 2015. игра за словачке ХК Кошице са којим је у сезони 2014/15. освојио титулу првака Словачке.